# Supersport-VM 2010
Supersport-VM 2010 arrangerades av Internationella motorcykelförbundet och innehöll 13 VM-deltävlingar. Supersport kördes som vanligt som supportklass till Superbike. Hondaföraren Kenan Sofuoğlu vann titeln, knappt före märkeskollegan Eugene Laverty.

## Tävlingskalender och delsegrare
| Datum        | Bana           | Vinnare        | Märke    |
| ------------ | -------------- | -------------- | -------- |
| 28 februari  | Phillip Island | Eugene Laverty | Honda    |
| 28 mars      | Portimäo       | Kenan Sofuoğlu | Honda    |
| 11 april     | Valencia       | Joan Lascorz   | Kawasaki |
| 25 april     | Assen          | Eugene Laverty | Honda    |
| 9 maj        | Monza          | Eugene Laverty | Honda    |
| 16 maj       | Kyalami        | Eugene Laverty | Honda    |
| 31 maj       | Miller         | Kenan Sofuoğlu | Honda    |
| 27 juni      | Misano         | Eugene Laverty | Honda    |
| 11 juli      | Brno           | Kenan Sofuoğlu | Honda    |
| 1 augusti    | Silverstone    | Eugene Laverty | Honda    |
| 5 september  | Nürburgring    | Eugene Laverty | Honda    |
| 26 september | Imola          | Michele Pirro  | Honda    |
| 3 oktober    | Magny-Cours    | Eugene Laverty | Honda    |

## Slutställning
| Plats | Förare            | Märke    | Poäng | Segrar |
| ----- | ----------------- | -------- | ----- | ------ |
| 1     | Kenan Sofuoğlu    | Honda    | 263   | 3      |
| 2     | Eugene Laverty    | Honda    | 252   | 8      |
| 3     | Joan Lascorz      | Kawasaki | 168   | 1      |
| 4     | Chaz Davies       | Triumph  | 153   | 0      |
| 5     | Michele Pirro     | Honda    | 99    | 1      |
| 6     | David Salom       | Triumph  | 99    | 0      |
| 7     | Robbin Harms      | Honda    | 98    | 0      |
| 8     | Massimo Roccoli   | Honda    | 84    | 0      |
| 9     | Gino Rea          | Honda    | 83    | 0      |
| 10    | Katsuaki Fujiwara | Kawasaki | 81    | 0      |

Inalles 38 förare tog VM-poäng.